# ناوكي موراتا
ناوكي موراتا هو كاتب ياباني، ولد في 21 يوليو 1949 في توكوروزاوا في اليابان.

## وصلات خارجية
- الموقع الرسمي